# Montebello (stacja metra)
Montebello – stacja metra w Lille, położona na linii 2. Znajduje się w Lille, w dzielnicy Wazemmes. Stacja obsługuje rue Montebello.
Została oficjalnie otwarta 1 kwietnia 1989. 